# Mézières-en-Gâtinais
Mézières-en-Gâtinais település Franciaországban, Loiret megyében. Lakosainak száma 259 fő (2022. január 1.). Mézières-en-Gâtinais Juranville, Fréville-du-Gâtinais, Ladon, Lorcy, Ouzouer-sous-Bellegarde és Saint-Loup-des-Vignes községekkel határos.

## Népesség
A település népességének változása:
| Lakosok száma | 257  | 207  | 210  | 254  | 262  | 270  | 272  | 262  | 257  | 259  |
|               | 1968 | 1982 | 1990 | 2006 | 2013 | 2015 | 2017 | 2019 | 2020 | 2022 |